# الأهداف المتوقعة
الأهداف المتوقعة (بالإنجليزية: Expected goals) في كرة القدم، هي مقياس أداء يستخدم لتقييم أداء فريق كرة القدم و‌اللاعبين. يمكن استخدامه لاحتمالية فرصة التسجيل التي قد تؤدي إلى هدف.

## وصلات خارجية
- WikiEducator page presents a chronology for the discussions of expected goals in association football literature from 2013 to 2018